# High-Flyer
High-Flyer (en chino: 幻方, romanizado: Huàn Fāng) es una empresa de fondo de cobertura china fundada en febrero de 2016. Su dirección de registro legal está en Ningbo, Zhejiang, y su oficina principal está en Hangzhou, Zhejiang. Es el fundador y patrocinador de la empresa de inteligencia artificial DeepSeek. 

## Historia
High-Flyer fue fundada en febrero de 2016 por Liang Wenfeng y dos de sus compañeros de clase de la Universidad de Zhejiang. Generaron ideas sobre comercio algorítmico cuando eran estudiantes durante la crisis financiera de 2007-2008. La empresa tiene dos subsidiarias reguladas por la AMAC, Zhejiang High-Flyer Asset Management Co., Ltd. y Ningbo High-Flyer Quant Investment Management Partnership LLP, que se establecieron en 2015 y 2016 respectivamente. Las dos filiales cuentan con más de 450 productos de inversión.
En 2016, High-Flyer experimentó con un modelo multifactorial basado en precio y volumen para tomar posiciones en acciones, comenzó a realizar pruebas en el trading el año siguiente y luego adoptó de manera más amplia estrategias basadas en aprendizaje automático.
En 2019, High-Flyer creó una filial regulada por la SFC en Hong Kong llamada High-Flyer Capital Management (Hong Kong) Limited. Un año después fue aprobado como Inversionista Institucional Extranjero Cualificado. Ese mismo año, High-Flyer fundó High-Flyer AI, que se dedicó a la investigación sobre algoritmos de IA y sus aplicaciones básicas.
En 2020, High-Flyer creó Fire-Flyer I, una supercomputadora que se centra en el aprendizaje profundo de la IA. Costó aproximadamente 200 millones de yuanes. En 2021, el Fire-Flyer I se retiró y fue reemplazado por el Fire-Flyer II, que costó mil millones de yuanes. Contenía 10 000 GPU Nvidia A100. Para ese año, todas las estrategias de High-Flyer utilizaban IA, lo que generó comparaciones con Renaissance Technologies.
A finales de 2021, High-Flyer publicó una declaración pública en WeChat pidiendo disculpas por sus pérdidas de activos debido a su bajo rendimiento. El rendimiento de más de 100 de sus productos de inversión disminuyó más del 10%. High-Flyer afirmó que sus modelos de IA no cronometraban bien las transacciones, aunque su selección de acciones era buena en términos de valor a largo plazo. Los modelos asumirían un mayor riesgo durante las fluctuaciones de los marcadores que profundizarían el declive. Además, la empresa afirmó que había expandido sus activos demasiado rápido, lo que llevó a estrategias comerciales similares que dificultaron las operaciones.Hasta este momento, High-Flyer ha producido rendimientos que han sido entre un 20% y un 50% superiores a los índices de referencia del mercado de valores en los últimos años.
En marzo de 2022, High-Flyer recomendó a ciertos clientes sensibles a la volatilidad que recuperaran su dinero, ya que predijo que era más probable que el mercado cayera aún más.
En abril de 2023, High-Flyer anunció que formaría un nuevo organismo de investigación para explorar la esencia de la inteligencia artificial general. Sin embargo, no se utilizaría para realizar operaciones bursátiles. Esta organización se llamaría DeepSeek.
Desde 2018 hasta 2024, High-Flyer ha superado consistentemente al índice CSI 300. Sin embargo, después de la ofensiva regulatoria sobre los fondos cuantitativos en febrero de 2024, los fondos de High-Flyer han quedado 4 puntos porcentuales por detrás del índice.
En julio de 2024, High-Flyer publicó un artículo en defensa de los fondos cuantitativos en respuesta a los expertos que los culpaban de cualquier fluctuación del mercado y pedían que se prohibieran tras el endurecimiento regulatorio. High-Flyer afirmó que mantuvo acciones con fundamentos sólidos durante mucho tiempo y que las negoció contra una volatilidad irracional que redujo las fluctuaciones.
En octubre de 2024, High-Flyer cerró sus productos neutrales en el mercado, luego de que un aumento en las acciones locales provocara una estrangulamiento de posiciones cortas.

## Asuntos corporativos
En 2021, el equipo de investigación e inversión de High-Flyer contaba con 160 miembros, entre los que se incluyen medallistas de oro de las Olimpiadas, expertos de gigantes de Internet e investigadores de alto nivel. Ha estado tratando de reclutar científicos de aprendizaje profundo ofreciendo salarios anuales de hasta 2 millones de yuanes.
En 2022, la empresa donó 221 millones de yuanes a organizaciones de beneficencia, ya que el gobierno chino presionó a las empresas para que hicieran más en nombre de la «prosperidad común».
En marzo de 2023, se informó que Shanghai Ruitian Investment LLC había demandado a High-Flyer por contratar a uno de sus empleados. La empresa rival afirmó que el exempleado poseía códigos de estrategia cuantitativa que se consideran «secretos comerciales fundamentales» y solicitó 5 millones de yuanes en compensación por prácticas anticompetitivas. En mayo de 2023, el tribunal falló a favor de High-Flyer.
En octubre de 2023, High-Flyer anunció que había suspendido del trabajo a su cofundador y alto ejecutivo Xu Jin debido a su «manejo inadecuado de un asunto familiar» y a tener «un impacto negativo en la reputación de la empresa», luego de la publicación de una acusación en las redes sociales y un posterior caso judicial de divorcio presentado por la esposa de Xu Jin con respecto a la relación extramatrimonial de Xu.